# Myzomorphus quadripunctatus
Myzomorphus quadripunctatus is een keversoort uit de familie van de boktorren (Cerambycidae). De wetenschappelijke naam van de soort werd voor het eerst geldig gepubliceerd in 1831 door Gray.